# Région métropolitaine (Brésil)
 (signalé en mai 2025).
Si vous disposez d'ouvrages ou d'articles de référence ou si vous connaissez des sites web de qualité traitant du thème abordé ici, merci de compléter l'article en donnant les références utiles à sa vérifiabilité et en les liant à la section « Notes et références ».
- Archive Wikiwix
- Bing
- Cairn
- DuckDuckGo
- E. Universalis
- Gallica
- Google
- G. Books
- G. News
- G. Scholar
- Persée
- Qwant
- (zh) Baidu
- (ru) Yandex
- (wd) trouver des œuvres sur Wikidata

Au Brésil, une région métropolitaine est une division administrative créée par une loi de l'État où se situe l'agglomération, même si certaines conurbations sont également appelées, informellement, régions métropolitaines. 
L'objectif de la création d'une région métropolitaine est la mutualisation des systèmes de gestion de fonctions municipales intéressants plusieurs municipalités. Cependant, au Brésil, les régions métropolitaines n'ont pas de personnalité juridique et les citoyens n'élisent pas de représentants pour la gestion des affaires de la métropole. Chaque État définit ses propres critères  de constitution et de gestion de la région métropolitaine, avec pour objectif de d'intégrer l'organisation, la planification et l'exécution des fonctions mises en commun par les municipalités qui se regroupent dans cette structure. Les personnes âgées (plus de 65 ans ou de 60 dans certains États) ont libre parcours dans les transports en commun entre les municipalités de la Région.
|                     | Région Nord                                           | Région Nord |
| ------------------- | ----------------------------------------------------- | ----------- |
| Amapá               | Région métropolitaine de Macapá                       |             |
| Amazonas            | Région métropolitaine de Manaus                       |             |
| Pará                | Région métropolitaine de Belém                        |             |
|                     | Région Nord-Est                                       |             |
| Alagoas             | Région métropolitaine de Maceió                       |             |
| Bahia               | Région métropolitaine de Salvador                     |             |
| Ceará               | Région métropolitaine de Fortaleza                    |             |
| Maranhão            | Région métropolitaine du Grand São Luís               |             |
| Paraíba             | Région métropolitaine de João Pessoa                  |             |
| Pernambouc          | Région métropolitaine de Recife                       |             |
| Rio Grande do Norte | Région métropolitaine de Natal                        |             |
| Sergipe             | Région métropolitaine d'Aracaju                       |             |
|                     | Région Centre-Ouest                                   |             |
| Goiás               | Région métropolitaine de Goiânia                      |             |
|                     | Région Sud-Est                                        |             |
| Espírito Santo      | Région métropolitaine du Grand Vitória                |             |
| Minas Gerais        | Région métropolitaine de Belo Horizonte               |             |
| Minas Gerais        | Région métropolitaine du Vale do Aço                  |             |
| Rio de Janeiro      | Région métropolitaine de Rio de Janeiro               |             |
| São Paulo           | Région métropolitaine de la Baixada Santista          |             |
| São Paulo           | Région métropolitaine de Campinas                     |             |
| São Paulo           | Région métropolitaine de São Paulo                    |             |
|                     | Région Sud                                            |             |
| Paraná              | Région métropolitaine de Curitiba                     |             |
| Paraná              | Région métropolitaine de Londrina                     |             |
| Paraná              | Région métropolitaine de Maringá                      |             |
| Rio Grande do Sul   | Région métropolitaine de Porto Alegre                 |             |
| Santa Catarina      | Région métropolitaine Carbonifère                     |             |
| Santa Catarina      | Région métropolitaine de Florianópolis                |             |
| Santa Catarina      | Région métropolitaine de l'Estuaire du Rio Itajaí     |             |
| Santa Catarina      | Région métropolitaine Nord/Nord-Est de Santa Catarina |             |
| Santa Catarina      | Région métropolitaine de la Vallée du Rio Itajaí      |             |
| Santa Catarina      | Région métropolitaine de Tubarão                      |             |